# Neil Harvey (squash)
Pour les articles homonymes, voir Harvey et Neil Harvey.
Neil Harvey, né le 16 avril 1959 à Londres, est un joueur de squash représentant l'Angleterre puis un entraîneur réputé. Il atteint en janvier 1998 la 17e place mondiale sur le circuit international, son meilleur classement.

## Biographie
Il quitte l'université en 1979 avec un diplôme de professeur d'éducation physique.
Après sa carrière de joueur, il est l’entraîneur de Peter Nicol, champion du monde en 1999, et il l'aide à mettre fin au long règne de dix années à la tête du classement mondial de Jansher Khan en 1998. Il entraîne également Ong Beng Hee, Mohd Azlan Iskandar et Laurens Jan Anjema.

## Palmarès

### Titres
- Grasshopper Cup : 2 titres (1987, 1988)
- Scottish Open : 1984
- Championnats d'Europe par équipes : 2 titres (1984, 1987)

### Finales
- Championnats britanniques : 1988